# Кащеев, Борис Леонидович
Борис Леонидович Кащеев (9 марта 1920, Харьков — 15 января 2004, Харьков) — доктор технических наук, профессор, Заслуженный деятель науки УССР, основатель Харьковской школы метеорной радиолокации и радиосвязи.

## Биография
Борис Кащеев родился 9 марта 1920 в городе Харьков.
После окончания средней школы в 1938 поступил в Ленинградский политехнический институт имени М. И. Калинина по специальности радиофизика.
В 1949 году присуждена Сталинская стипендия.
С 1941 по 1944 годы воевал на Юго-Западном, Воронежском, Донском и 1-м Украинском фронтах. В 1943 году он был награждён медалью «За оборону Сталинграда».
В 1946 году с отличием закончил Харьковский электротехнический институт и поступил в аспирантуру по специальности радиофизика.
Защитил диссертацию на соискание ученой степени кандидата технических наук. В 1952 году присвоена ученая степень кандидата технических наук.
С 1949 по 1956 годы работал на кафедре основы радиотехники Харьковского политехнического института на должностях ассистента, старшего преподавателя, доцента. 1956 назначен заведующим кафедры.
В 1963 году защитил диссертацию на соискание ученой степени доктора технических наук.
В 1965 году утвержден в ученом звании профессора кафедры «Основы радиотехники» (ОРТ).
В 1971 году состоялся перевод кафедры ОРТ вместе с научно-исследовательской лабораторией в Харьковский институт радиоэлектроники (ХИРЭ).
В 1980 ему было присвоено Почетное звание «Заслуженный деятель науки и техники Украинской ССР».
15 января 2004 перестало биться сердце Б. Л. Кащеева.

## Научная деятельность
Принимал участие в создании первой ионосферной станции как составляющей многоцелевого геофизического комплекса для исследований атмосферы и притока метеорного вещества Харьковского национального университета радиоэлектроники (1956—1957), расположенного в Балаклейском районе Харьковской области, который согласно распоряжению от 11 февраля 2004 Кабинета Министров Украины отнесен к научных объектов, составляющих национальное достояние. Присоединился к масштабной программы Международного геофизического года (1957—1958). Основал и возглавил проблемной научно-исследовательской лаборатории радиотехники (1958).
С 1965 по 1991 годы — член редколлегии республиканского межведомственного научно-технического сборника «Радиотехника» (город Харьков) и журнала «Бюллетень комиссии по кометам и метеоры астрономических совета АН СССР» (город Душанбе).
С 1968 по 1970 годы утвержден научным руководителем Советской экваториальной метеорной экспедиции — город Реме,Сомали.
В 1968 году был главным конструктором высокочувствительного компьютеризированного комплекса МАРС, первой в Украине автоматической метеорной радиосистемы.
В 1971—1999 годах — член специализированного совета по защите диссертаций (ХИРЭ-ХТУРЭ).
В 1973—1991 годах — член Научного Совета АН СССР по вопросам статистической физики.
В 1974—1991 годах — член Научного Совета АН СССР по комплексной проблеме «Распространение радиоволн».
С 1985 года — член редколлегии журнала «кинематика и физика небесных тел».
В 1993 году избран почетным академиком АН прикладной радиоэлектроники России, Украины и Беларуси.
В 1995 году принят в члены Европейского астрономического общества.
С 1997 года — член редколлегии журнала «Радиоэлектроника и информатика».
В 2000 году присвоено звание почетного профессора ХТУРЭ и почетного члена Украинской астрономической ассоциации.

## Награды и премии
- Орден Трудового Красного знамени (1976);
- Орден Отечественной войны II степени (1985);
- Медаль «За трудовое отличие» (1961);
- Медаль «За оборону Сталинграда» (1943);
- Медаль имени академика С. П. Королева;
- Золотая медаль Выставки достижений народного хозяйства (ВДНХ) (1983, 1989);
- Премия НАН Украины имени М. П. Барабашова (1994);
- Памятная медаль «В честь первого в мире полета человека в космос»;
- Заслуженный деятель науки УССР.

## Публичное признание
В честь Бориса Кащеева названа малая планета (6811) Кащеев (2000).

## Публикации

### Учебники
- Кащеев, Борис Леонидович. Метеорная связь : [Учеб. пособие для спец. «Радиотехника»] / Б. Л. Кащеев, Б. Г. Бондарь; М-во высш. и сред. спец. образования УССР, Учеб.-метод. каб. по высш. образованию, Харьк. ин-т радиоэлектроники им. М. К. Янгеля. — Киев : УМКВО, 1989. — 73,[2] с. : ил.; 20 см.

### Книги
- Волощук Ю. И., Кащеев Б. Л., Кручиненко В. Г. Метеоры и метеорное вещество. Архивная копия от 12 июля 2020 на Wayback Machine  — Изд-во" Наукова думка", г. Киев, 1989.
- Волощук Ю. И., Кащеев Б. Л. Распределение метеорных тел вблизи орбиты Земли. Архивная копия от 10 марта 2022 на Wayback Machine  — Изд-во" Наука", г. Москва, 1981.
- Кащеев Б. Л., Ткачук А. А. Результаты радиолокационных наблюдений слабых метеоров. Архивная копия от 12 июля 2020 на Wayback Machine  — Производственно-изд. комбинат ВИНИТИ, 1980.